# Pidhora
Pidhora (ukr. Пiдгopa, do 1939 Підгіряни, Pidhiriany, pl. Podgórzany) – wieś na zachodniej Ukrainie, w rejonie tarnopolskim, położona 2 km na południe od Trembowli, u ujścia Gniezny do Seretu. 
W II Rzeczypospolitej wieś w powiecie trembowelskim województwa tarnopolskiego.
W latach 1944–1945 nacjonaliści ukraińscy z OUN-UPA zamordowali tutaj 11 Polaków, grabiąc wiele polskich gospodarstw.
Do 2020 w rejonie trembowelskim.

## Zabytki
- monaster - na położonym u zbiegu rzek półwyspie znajdują się ruiny obronnego monasteru, pierwotnie prawosławnego, a od pierwszej połowy XVII wieku należącego do unickich bazylianów. Z miejscowej cerkwi pochodzi ikona Matki Boskiej Trembowelskiej, od 1673 do dziś znajdująca się we lwowskim soborze świętego Jura. Klasztor zlikwidowały władze austriackie w 1789 roku i od tego czasu monaster przestał być zamieszkany, popadając w malowniczą ruinę. Dopiero w 1992 klasztorną cerkiew odbudowano i przywrócono do kultu religijnego. Odbudowana cerkiew posiada czworoboczną wieżę, nawę na planie kwadratu oraz pięcioboczne prezbiterium. Przylega do niej zrujnowany budynek klasztorny, w pobliżu którego znajduje się 3-kondygnacyjna wieża bramna ze sklepionym przejazdem. Wzgórze, na którym znajduje się zespół, stanowi dobry punkt widokowy.